# Anogeissus
Anogeissus – rodzaj roślin z rodziny trudziczkowatych (Combretaceae). Obejmuje 10 gatunków występujących w tropikalnej Afryce i Azji.

## Morfologia
Drzewa i krzewy o liściach naprzeciwległych lub skrętoległych, o blaszce eliptycznej. Kwiaty zebrane w główkowate kwiatostany. Kielich rurkowaty, zwężony w części środkowej. Płatków brak. Pręcików 10. Owoc suchy.

## Systematyka
Jeden z rodzajów podrodziny Combretoideae Beilschmied w rodzinie trudziczkowatych (Combretaceae) z rzędu mirtowców.
Wykaz gatunków
- Anogeissus acuminata (Roxb. ex DC.) Guill.
- Anogeissus bentii Baker
- Anogeissus dhofarica A.J.Scott
- Anogeissus latifolia (Roxb. ex DC.) Wall. ex Bedd.
- Anogeissus leiocarpa (DC.) Guill. & Perr.
- Anogeissus leiocarpus (DC.) Guill. & Perr.
- Anogeissus pendula Edgew.
- Anogeissus rivularis (Gagnep.) O.Lecompte
- Anogeissus sericea Brandis